# Los TNT
Los TNT was een Uruguayaanse zanggroep.

## Biografie
De groep bestond uit de broers Tim, Tony en zus Nelly Croatto. Ze werden allen geboren in de Italiaanse stad Udine, maar verhuisden na de Tweede Wereldoorlog naar Uruguay, waar ze opgroeiden en in 1953 een bandje oprichtten. In 1959 verhuisden ze naar de Argentijnse hoofdstad Buenos Aires, waar een platenmaatschappij hen opmerkte en een contract aanbood. De eerste single, Eso, ging meteen 100.000 keer over de toonbank. De jaren nadien groeide Los TNT uit tot een populaire band in heel Latijns-Amerika. In 1962 verhuisden ze naar Spanje, waar ze door de Spaanse openbare omroep werden uitgekozen om het land te vertegenwoordigen op het Eurovisiesongfestival 1964. Met Caracola eindigde het trio (dat deelnam onder de naam Nelly, Tim & Tony) op de twaalfde plek. In 1965 keerde Lost TNT terug naar Argentinië. Een jaar later verliet Tony de band en werd Los TNT opgedoekt.
1961: Conchita Bautista · 
1962: Víctor Balaguer · 
1963: José Guardiola · 
1964: Tim, Nelly & Tony · 
1965: Conchita Bautista · 
1966: Raphael · 
1967: Raphael · 
1968: Massiel · 
1969: Salomé · 
1970: Julio Iglesias · 
1971: Karina · 
1972: Jaime Morey · 
1973: Mocedades · 
1974: Peret · 
1975: Sergio & Estíbaliz · 
1976: Braulio · 
1977: Micky · 
1978: José Vélez · 
1979: Betty Missiego · 
1980: Trigo Limpio · 
1981: Bacchelli · 
1982: Lucía · 
1983: Remedios Amaya · 
1984: Bravo · 
1985: Paloma San Basilio · 
1986: Cadillac · 
1987: Patricia Kraus · 
1988: La Década · 
1989: Nina · 
1990: Azúcar Moreno · 
1991: Sergio Dalma · 
1992: Serafín Zubiri · 
1993: Eva Santamaría · 
1994: Alejandro Abad · 
1995: Anabel Conde · 
1996: Antonio Carbonell · 
1997: Marcos Llunas · 
1998: Mikel Herzog · 
1999: Lydia · 
2000: Serafín Zubiri · 
2001: David Civera · 
2002: Rosa · 
2003: Beth · 
2004: Ramón · 
2005: Son de Sol · 
2006: Las Ketchup · 
2007: D'Nash · 
2008: Rodolfo Chikilicuatre · 
2009: Soraya · 
2010: Daniel Diges · 
2011: Lucía Pérez · 
2012: Pastora Soler · 
2013: El Sueño de Morfeo · 
2014: Ruth Lorenzo · 
2015: Edurne · 
2016: Barei · 
2017: Manel Navarro · 
2018: Alfred & Amaia · 
2019: Miki · 
2021: Blas Cantó · 
2022: Chanel · 
2023: Blanca Paloma · 
2024: Nebulossa · 
2025: Melody